# Тест поля зрения
Тест поля зрения — офтальмологическое обследование, для выявления и оценки функциональных изменений в центральном и(или) периферическом зрении. Тестирование может быть выполнено вручную (тест Дондерса, тест Амслера), с помощью специальных приборов — например, проверка поля зрения по Гольдману (Goldmann), или автоматическими периметрами — например, анализатором поля зрения Хамфри (Humphrey), микропериметром, FDT-периметром. 

## Методы проверки
Изменения поля зрения могут быть вызваны различными заболеваниями, такими как глаукома, инсульт, опухоль головного мозга, а также другой офтальмологической, или неврологической патологией. Выбор метода тестирования осуществляется врачом на основе клинических данных и диагностических возможностей, интерпретируется в составе комплексной диагностики. 

### Тест Дондерса
Тест Дондерса — скрининговый метод проверки поля зрения, не требующий наличия специального оборудования. Экзаменатор (врач) сравнивает внешние границы своего поля зрения с таковыми у испытуемого (пациента). Врач и пациент сидят друг напротив друга, прикрывая один противоположный глаз и взаимно фиксируя нос другого. Врач двигает объект (обычно используя поднятый палец, или любой предмет в руке) в пределах своего поля зрения от периферии к центру, а пациент сигнализирует, когда объект попадает в его поле зрения. Обследование повторяется по нескольким меридианам.

### Тест Амслера

Сетка Амслера

Простая методика тестирования центрального поля зрения. Проводится пациентом самостоятельно и позволяет контролировать, например, метаморфопсию — ранний симптом возрастной макулярной дегенерации и некоторых других заболеваний. Тестирование проводится с помощью специальной сетки Амслера, с расстояния 30—35 см, в очках для чтения, если они используются. Поочередно правым и левым глазом фиксируется центральная точка и оцениваются вертикальные и горизонтальные линии сетки. Если какие-то линии выглядят размытыми, волнистыми, или пропадают, необходимо обратиться к офтальмологу.

### Периметрия по Ферстеру
Периметр Ферстера — это черная дуга на подставке, положение которой меняется по заданным меридианам. Наружная поверхность имеет деление на градусы — от 0° в центре до 90° на периферии. Глаза тестируются по очереди. В центре дуги расположена метка, на которой пациент фиксирует взгляд во время исследования. Экзаменатор, перемещая другую метку по дуге от периферии к центру, отмечает, когда пациент видит её появление. Данные по меридианам записываются, составляется схема полей зрения.

### Периметрия по Гольдману

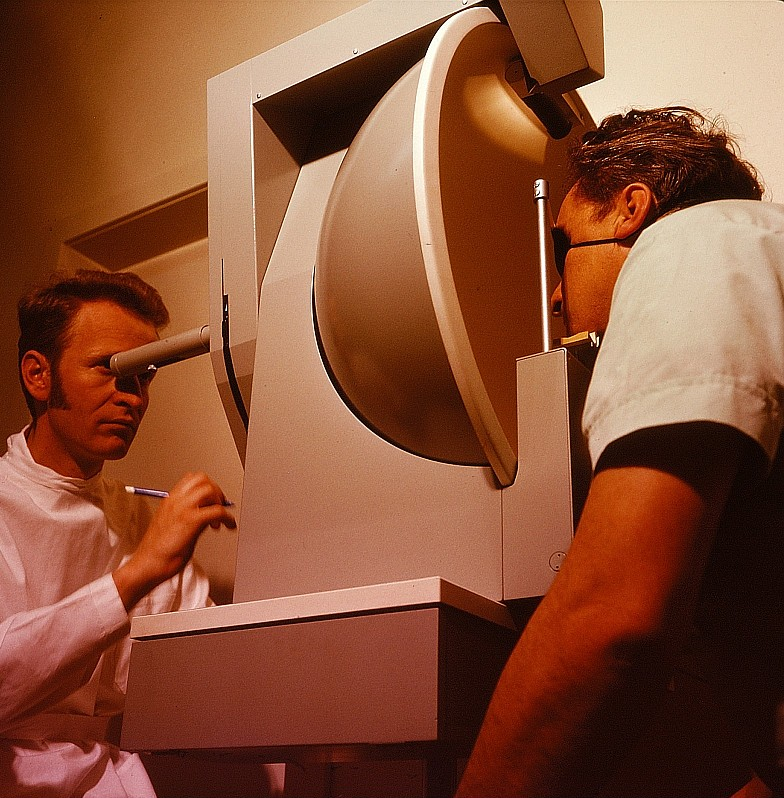
Периметр Гольдмана

Периметр Гольдмана представляет собой полую белую полусферу, расположенную перед пациентом. Экзаменатор использует световое пятно различного размера, цвета и интенсивности, перемещая его от периферии к центру (кинетическая периметрия), или предъявляя локально, поочередно в разных местах (статическая периметрия). Метод Гольдмана информативен в оценке всего поля зрения и активно использовался в течение многих лет. На смену данному методу пришла автоматизированная периметрия.

### Компьютерная периметрия

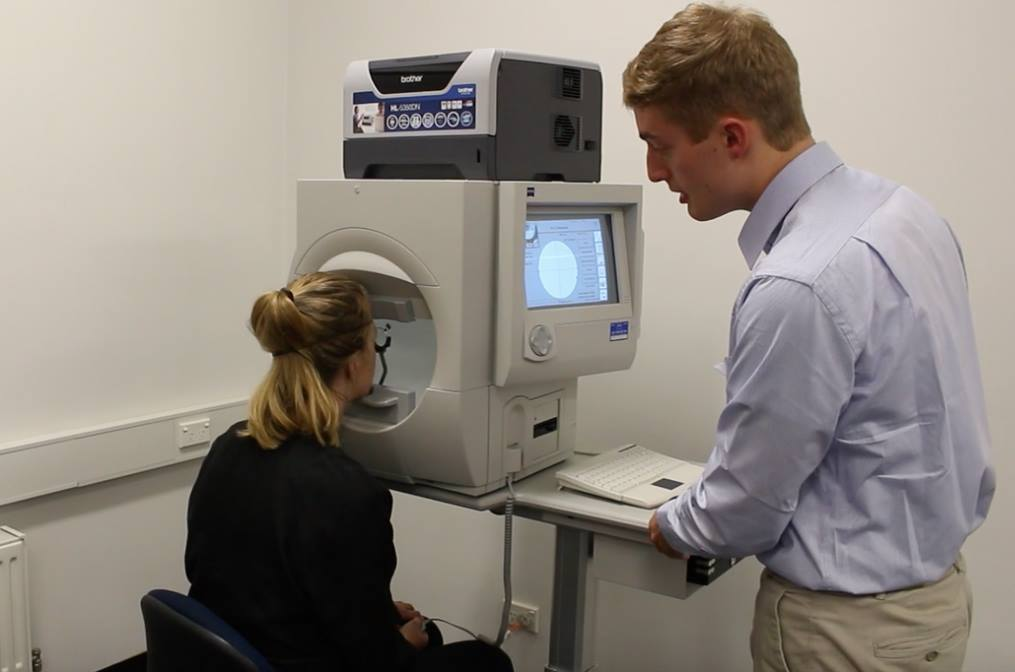
Анализатор поля зрения Хамфри (Humphrey)

Автоматизированая периметрия (Humphrey и аналоги) с использованием различных алгоритмов и протоколов исследования — стандартная («white-on-white») статическая и кинетическая, коротковолновая (SWAP), бинокулярная (тест Эстермана), тесты центрального и периферического зрения, скрининговые варианты обследования. Возможность динамического сравнения и анализа результатов делает данный вид периметрии «критериальным стандартом».

### Микропериметрия
Микропериметрия — вариант компьютерной периметрии, при которой анализируется преимущественно макулярное поле. Включает в себя систему контроля картины глазного дна и айтрекинг для компенсации движений глаза. Используется для точной, высокочувствительной диагностики центрального и парацентрального зрения при различной патологии макулы.

### FDT-периметрия
FDT-периметрия (периметрия с технологией удвоения пространственной частоты) — основана на оптической иллюзии удвоения числа полос при предъявлении пациенту черно-белой решётки, меняющей окраску полос с определенной частотой. Тест характеризуется высокой специфичностью (исследуется чувствительность ганглионарных клеток сетчатки М-типа) и  быстрой скоростью выполнения (пороговая стратегия занимает менее 4 минут). Преимущественно применяется при подозрении на глаукому.

## Изменения полей зрения при различных патологиях
Примеры нарушения полей зрения:

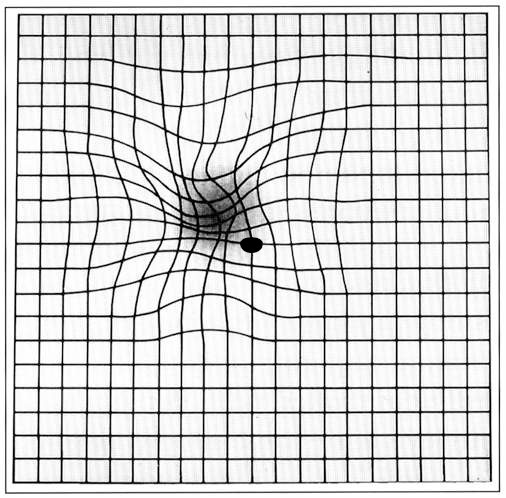
Вариант искажений сетки Амслера при ВМД
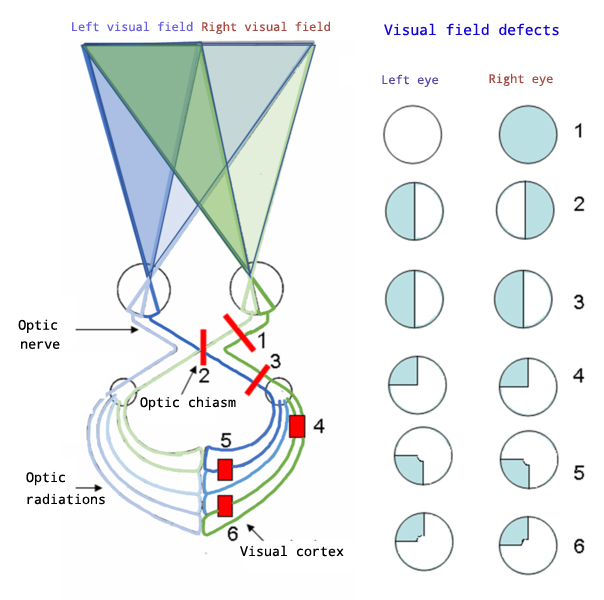
Выпадение полей зрения в зависимости от уровня поражения зрительного пути
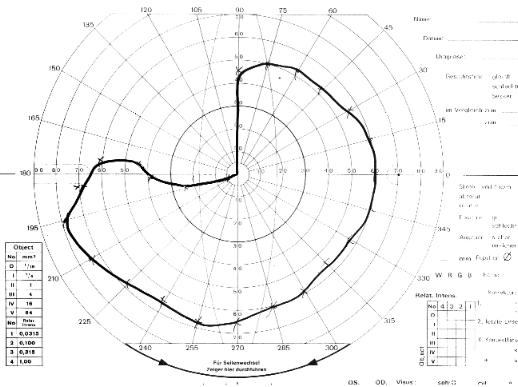
Карточка периметрии левого глаза при квадрантанопсии
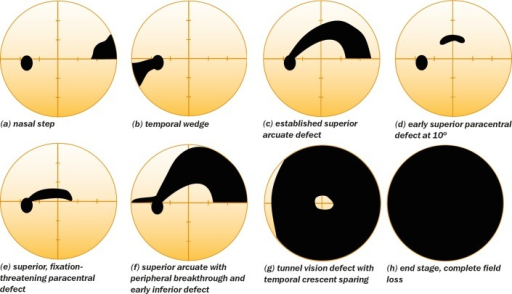
Изменения поля зрения левого глаза при различных стадиях глаукомы
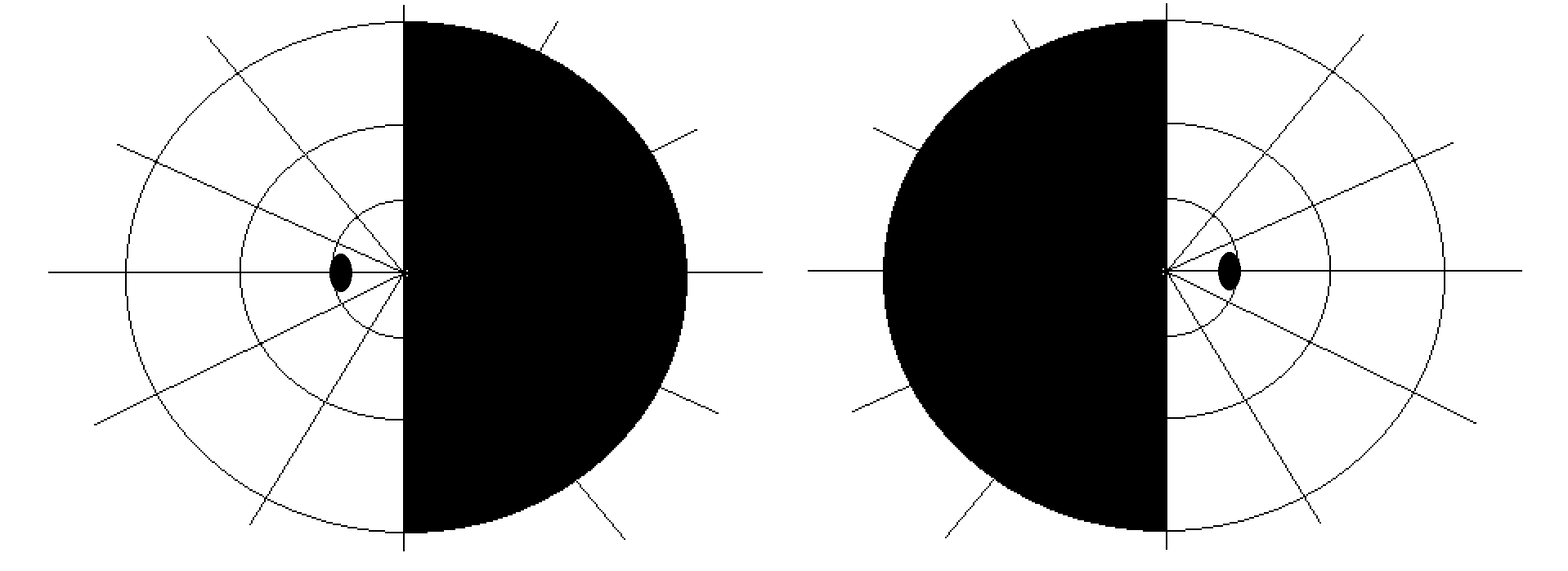
Изменение полей зрения обоих глаз при биназальной гемианопсии
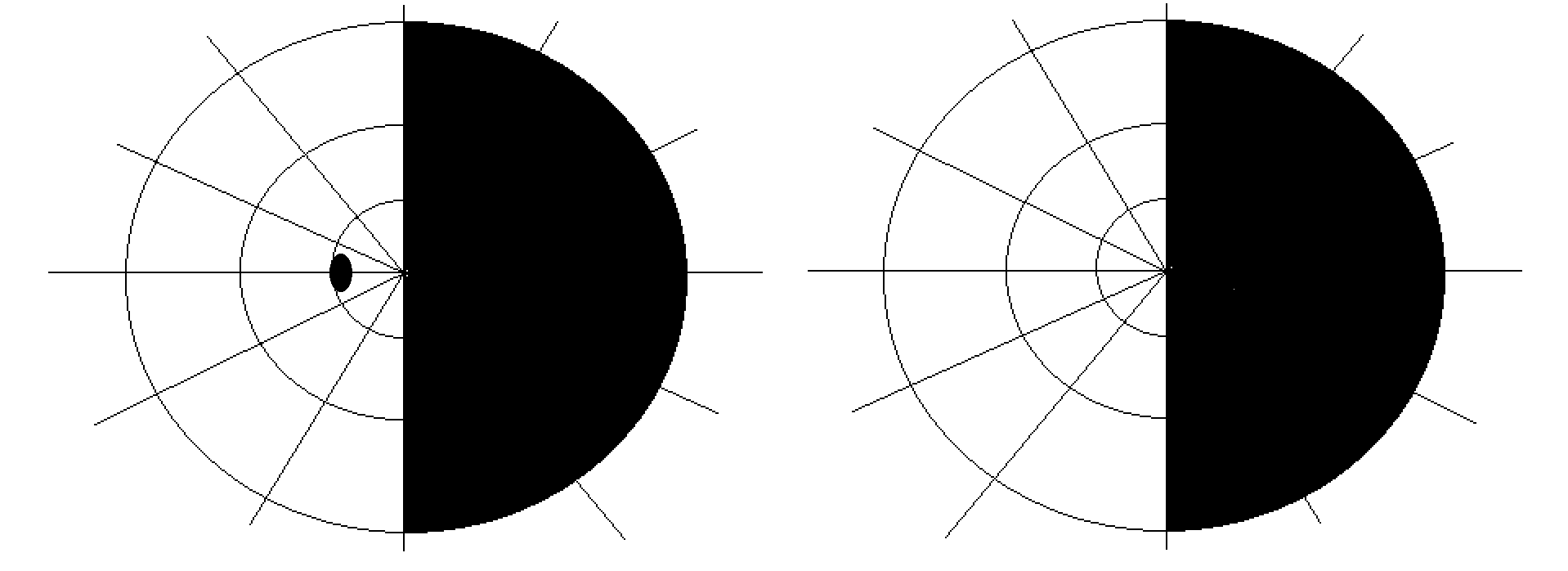
Изменение полей зрения обоих глаз при правосторонней гомонимной гемианопсии